# Barceloneta (stacja metra)
Barceloneta – stacja metra w Barcelonie, na linii 4. Stacja została otwarta w 1976.